# Сан Лео (Болоња)
Сан Лео (итал. San Leo) је насеље у Италији у округу Болоња, региону Емилија-Ромања.
Према процени из 2011. у насељу је живело 15 становника. Насеље се налази на надморској висини од 18 м.